# Beretta 93R
A pistola Beretta modelo 93R é derivado do modelo 92, que utiliza munição calibre 9mm Parabellum. Seu novo design, de 1970, criou uma amálgama entre uma pistola e uma submetralhadora. Projetado para uso de unidades especiais, permite disparos em rajadas de três disparos ou em modo semiautomático.

## Características
- Carregador estendido "double-stack" de 20 munições, que quase dobra a capacidade de munição
- Indicador de câmara carregada (é possível verificar mesmo à noite, por toque, se há um munição na câmara)
- Desmontagem extremamente rápida e simples.